# 一乗院 (朝霞市)
一乗院（いちじょういん）は、埼玉県朝霞市にある真言宗智山派の寺院。

## 歴史
創建年代は不明である。武蔵国高麗郡（現・埼玉県日高市・飯能市周辺）に居住していた高麗氏が、その後の戦乱で故郷を離れ、当地に移住して寺を創建した。これが当寺の起源である。南北朝時代の板碑があることから、その頃までに創建されたものと推測される。
当初は本尊の十一面観世音菩薩にちなみ、「観音寺」と呼ばれていた。
本堂には元禄年間（1688年 - 1704年）に制作されたという「閻魔庁図」がある。現在、非公開である。

## 文化財
- 一乗院の板石塔婆（朝霞市指定有形文化財 昭和50年3月17日指定）[3]

## 交通アクセス
- 朝霞駅より徒歩20分。